# Hyalurga subnormalis
Hyalurga subnormalis là một loài bướm đêm thuộc phân họ Arctiinae, họ Erebidae.